# 埃利斯的斐多
埃利斯的斐多（英語：Phaedo of Elis，前417年—？），哲学家，原为埃利斯贵族，曾作为奴隶被带往雅典，因貌美而被迫卖淫。后被赎回自由，并成为苏格拉底的门生。后来他重返埃利斯，在此创建哲学学派。